# Hongxing, Yi
Hongxing (kinesiska: 洪星) är en socken i östra Kina. Den ligger i Yi härad i staden Huangshan i provinsen Anhui, omkring 210 kilometer söder om provinshuvudstaden Hefei. Antalet invånare är 3675. Befolkningen består av 1 808 kvinnor och 1 867 män. Barn under 15 år utgör 13,0 %, vuxna 15-64 år 73 %, och äldre över 65 år 12,0 %.